# Afrobystra variata
Afrobystra variata är en stekelart som först beskrevs av Tosquinet 1896.  Afrobystra variata ingår i släktet Afrobystra och familjen brokparasitsteklar. Inga underarter finns listade i Catalogue of Life.